# Daily Butterfly
Daily Butterfly (japanisch 日々蝶々, Hibi Chōchō) ist eine Mangaserie von Sū Morishita, die von 2012 bis 2015 in Japan erschien. Das Werk ist in die Genres Shōjo, Romantik und Drama einzuordnen und wurde in mehrere Sprachen übersetzt.

## Inhalt
Die Schülerin Suiren Shibazeki (柴石すいれん) ist sowohl bei Jungs als auch bei Mädchen sehr beliebt, empfindet das aber als Belastung. Als sie in die Oberschule kommt, hat sie sich zu einem zurückgezogenen, scheuen Mädchen entwickelt, das andere eher meidet. Ihre einzige Freundin ist Aya Shimizu (清水あや). Auch in der neuen Schule erhält sie gleich die ungewollte Aufmerksamkeit ihrer Mitschüler, nur Taichi Kawasumi (川澄泰一) zeigt kein Interesse an ihr. Der ruhige Karatesportler hat, wie Suiren später erfährt, selbst Probleme damit, mit Mädchen zu sprechen. Doch als Suiren von einem anderen Jungen bedrängt wird, kommt ihr Kawasumi zu Hilfe. Und so weckt er ihr Interesse und sie verliebt sich in ihn. Doch durch beider Schüchternheit dauert es lange und bedarf der Hilfe ihrer Freunde, dass auch Kawasumi und Suiren ein Paar wird.

## Veröffentlichung
Die Serie erschien in Japan zunächst vom Februar 2012 bis Juni 2015 im Magazin Margaret des Verlags Shūeisha. Dieser brachte die Kapitel später gesammelt in 12 Bänden heraus. In deutscher Übersetzung erschienen von August 2018 bis Juni 2020 alle 12 Bände bei Altraverse. Übersetzerin ist Constanze Thede. Eine italienische und eine französische Fassung erscheinen bei Planet Manga und eine chinesische bei Ever Glory Publishing.

## Rezeption
Der zwölfte und letzte Band verkaufte sich in Japan über 130.000 mal in den ersten drei Wochen nach Veröffentlichung im Oktober 2015. Bei der Leserumfrage Kono Manga ga Sugoi! landete die Serie 2013 auf Platz vier bei den weiblichen Lesern. Bei der Umfrage unter den Angestellten in japanischen Buchläden lag Daily Butterfly auf Platz 9 der Empfehlungen. Für den Kōdansha-Manga-Preis war die Serie in der Kategorie Shōjo nominiert, konnte aber keinen Preis gewinnen.